# Vũ Khâm Lân
Vũ Khâm Lân (1702 hoặc 1703 - ?), trước có tên Khâm Thận (武欽慎), sau đổi lại thành Khâm Lân; là một danh sĩ và là đại thần nhà Lê trung hưng trong lịch sử Việt Nam.

## Tiểu sử
Vũ Khâm Lân là người làng Ngọc Lặc, huyện Tứ Kỳ (nay thuộc xã Ngọc Sơn, thành phố Hải Dương, tỉnh Hải Dương.)
Vốn là con nhà nghèo, ông phải sớm làm lụng mưu sinh, và cố công học tập để mau chóng thành đạt. Năm Đinh Mùi (1727), triều Lê Dụ Tông, ông thi đỗ Đồng tiến sĩ xuất thân lúc 25 tuổi.
Kể từ đó, Vũ Khâm Lân bước vào chốn quan trường, từng được cử đi sứ Trung Quốc, lần lượt trải các chức: Đô ngự sử, Thượng thư, Tham tụng...
Ở triều, ông dự bàn chính sự, ra ngoài ông giữ việc binh cơ, lập không ít công lao, nên được ban tước Ôn Đình hầu rồi Ôn Quận công.
Đương thời, ông có tiếng là người hào hiệp, khẳng khái, gặp việc dám nói, dám làm. Bên cạnh đó, ông còn có tiếng về tài văn chương. Theo tài liệu, thì ông là người đã góp thêm nhiều truyện mới vào quyển Lĩnh Nam chích quái, soạn và cho khắc bia bài Bạch Vân am cư sĩ Nguyễn Công Văn Đạt phổ ký nói về cuộc đời Nguyễn Bỉnh Khiêm (để dựng ở đền thờ vị danh sĩ này), viết bài khen Truyền kỳ mạn lục của Nguyễn Dữ là một "thiên cổ kỳ bút"...
Vũ Khâm Lân mất năm nào không rõ, chỉ biết ông có để lại tập Phủ sát ký mật. Triều đình truy tặng ông hàm Thượng thư.
Con ông là Vũ Khâm Cơ, hay Vũ Cơ (武基), đỗ tiến sĩ khoa Quý Mùi, năm Cảnh Hưng thứ 24 (1763), làm quan đến chức Hàn lâm Hiệu lý, Trấn thủ Lạng Sơn.

## Giai thoại
Chuyện kể rằng, Vũ Khâm Lân vốn là con nhà nghèo, lại gặp cảnh mẹ kế con chồng, nên ông phải bỏ nhà ra đi... Vừa làm thuê, vừa học ở làng Dịch Vọng (huyện Từ Liêm) một thời gian thì gặp kỳ đình khai hội. Thấy quần áo của mình xuềnh xoàng quá, nên đến đêm ông mới đi dự và cũng chỉ đứng nép bên cột đình xem hát mà thôi.
Trong phường hát có một đào nương trẻ đẹp, hát hay múa giỏi, bỗng chú ý đến ông. Sáng hôm sau, người con gái ấy tìm đến chỗ ông trọ học. Biết được hoàn cảnh của ông đang gặp khó, nàng tình nguyện mỗi tháng sẽ chu cấp tiền bạc, để cho ông theo đuổi việc bút nghiên.
Quen lâu, đôi lần ông định cùng cô sống như chồng vợ, nhưng lần nào cũng đều bị cô khéo lựa lời từ chối...
Năm 1727, Vũ Khâm Lân thi đỗ Tiến sĩ. Vinh qui xong, cha ông bắt phải lấy vợ. Nhớ tới người từng cưu mang mình, nên ông cứ trù trừ mãi. Sau mấy lần cố công tìm mà không gặp, ông đành phải vâng lời cha. Nghe đâu sau đó cô gái có tìm đến, nhưng thấy ông đã lập gia đình, tự cho là duyên số không may rồi bỏ đi.
Khoảng hai mươi năm sau, khi này Vũ Khâm Lân đã là một Quận công, tình cờ ông gặp lại người xưa, trong một tiệc hát ở nhà bạn đồng liêu họ Đặng.
Người đào nương năm nào bây giờ đã già đi nhiều, đang ở chung với mẹ và chưa gắn bó với ai. Thấy cảnh sống của nàng sa sút và hẫm hiu quá, Vũ Khâm Lân ngỏ lời xin được nuôi dưỡng cả hai. Nàng nghe theo, nhưng đến khi bà mẹ mất, thì nàng cũng bỏ đi mất dạng. Người ta không biết cô đào ấy tên gì, chỉ biết nàng họ Nguyễn.
Có nguồn kể hơi khác: cô gái có thời làm vợ một viên quan võ ở trấn Thái Nguyên. Sau, chồng chết lại chưa có con cái gì, nên cô mới tìm về quê cũ. Biết đứa em đã phá sạch cơ nghiệp, cô dắt mẹ già lưu lạc đến Thăng Long, rồi kiếm ăn bằng nghề đàn hát...

## Sách tham khảo
- Nguyễn Q. Thắng và Nguyễn Bá Thế -Từ điển nhân vật lịch sử Việt Nam. Nhà xuất bản KH-XH, 1992, tr. 959.